# Установка підготовки родовища Кайлаштіла
Установка підготовки родовища Кайлаштіла – складова облаштування газового родовища на північному сході Бангладеш. Вирізняється серед аналогічних об’єктів інших бангладеських родовищ тим, що може вилучати суміш гомологів метану (зріджених вуглеводневих газів).
У 1993 році завершили проект облаштування родовища Кайлаштіла, змонтована на якому установка підготовки була здатна приймати 0,37 млн м3 газу на добу. Вона провадить його осушку та вилучення конденсату (в 2019-му її добовий випуск продукції становив 0,17 млн м3 газу та 37 барелів конденсату).
У 1995-му запустили другу установку підготовки, здатну приймати 1,55 млн м3 газу на добу. В 2019-му її добовий випуск становив 1,42 млн м3 газу та 366 барелів конденсату. Особливістю цієї установки стала наявність секції, яка використовує детандерну технологію та вилучає суміш зріджених вуглеводневих газів – пропану, бутану, а також більш важких компонентів, які не були відібрані при вилученні конденсату. Ця секція може приймати до 2,54 млн м3 на добу, що дозволяє також переробляти продукцію родовищ Беанібазар та Джалалабад. Враховуючи компонентний склад газу, детандерна секція може вилучати до 900 барелів ЗВГ на добу.
Видача підготованого газу відбувається через газотранспортний коридор Кайлаштіла – Ашугандж. Конденсат може подаватись по конденсатопроводу Кайлаштіла – Ашугандж або спрямовуватись для переробки на розташований неподалік завод компанії Rupantorito Prakritik Gas Company Ltd (RPGCL). Останнє підприємство з 2007-го також здійснює фракціонування суміші ЗВГ. До його появи вилучені ЗВГ спалювали. Оскільки потужність установки фракціонування становить лише 850 барелів на добу, наразі надлишкові ЗВГ закачують назад до покладу).